# Giants (gruppo musicale)
I Giants erano un gruppo musicale in attività dalla fine degli anni settanta agli inizi degli ottanta che si caratterizzava da un look particolare: erano vestiti come i componenti dei Giants, squadra newyorkese di Football Americano, da cui, oltre al look, presero il nome. Il loro genere musicale univa un certo rock duro alla Van Halen con sonorità disco.

## Storia
La band venne formata a Los Angeles dall'italiano Danny B. Besquet (ex bassista de I Profeti e di Adriano Celentano e futuro co-produttore di Nikka Costa, assieme a Tony Renis) e lo scozzese Ronnie Jackson (chitarrista, autore ed apprezzato turnista). La loro identità, sia sulle copertine dei dischi che durante le esibizioni, veniva celata da passamontagna neri e caschi da football americano.
L'omonimo album d'esordio Giants uscì nel 1979 e venne registrato in parte in California e in parte in Italia. Da questo lavoro furono tratti diversi singoli, tra cui il più famoso fu Backdoor man che l'anno stesso venne presentato anche al Festivalbar. Tra i vari amici musicisti che per l'occasione affiancarono Besquet e Jackson ci furono Tim Bogart, Michael J. Boddicker, Roberto Colombo e Tullio De Piscopo. L'lp venne quasi integralmente proposto nel corso delle sei puntate del varietà televisivo  C'era due volte, per la regia di Enzo Trapani, dove erano ospiti fissi.
Agli inizi del 1980 furono ospiti della puntata finale della prima edizione di Fantastico in cui eseguirono un medley delle loro canzoni.
Nel 1981 venne pubblicato il secondo ed ultimo album intitolato Giants II, dal quale fu tratto il singolo Rosko (big city) che per alcuni mesi fu sigla d'apertura della trasmissione televisiva Discoring.
Nello stesso anno il complesso prende parte al programma televisivo Hello Goggi, come ospite fisso.
La veste grafica di entrambi gli lp venne curata da Mario Convertino. Per le copertine dei due dischi mix 12" estratti dal primo lp vennero utilizzate delle foto di scena da C'era due volte.

## Formazione
- Danny B. Besquet - voce, basso
- Ronnie Jackson - voce, chitarra

## Discografia

### Album
- 1979 - Giants (Polydor, 2448 088) - mai pubblicato su cd
- 1981 - Giants II (Polydor, 2448 120) - mai pubblicato su cd

### Singoli

#### 7" 45 giri
- 1979 - Backdoor man / Do you? (Polydor, 2060 198)
- 1979 - The night shift / Do you? (Polydor)
- 1981 - Rosko (big city) / Let the people say (Polydor, 2060 237)

#### 12" 45 giri
- 1979 - Backdoor man / Do you? (Polydor, 2141 087) Backdoor man è in una versione edit, differente rispetto all'lp.
- 1979 - Everything is alright / Hollywood queen (Polydor, 2141 138)

#### Juke Box
- 1979 - Backdoor man / Bee Gees Love you inside out (RSO Records, AS 5000 537)

### Compilation
- 1979 - Festivalbar 1979